# Botrytis (fungus)
Botrytis is een geslacht van anamorfe schimmels uit de familie Sclerotiniaceae en behoort qua conidiënvorming tot de hyphomyceten. Het geslacht kent 76 verschillende soorten. Ze produceren stevige, vertakte conidioforen. Het is een veel voorkomende schimmel en zowel een plantenparasiet als saprofyt.
Hoewel er geen mycotoxine is gemeld van deze schimmel, kan het hooikoorts, astma en keratomycose (fungale hoornvliesontsteking) veroorzaken.
De meest voorkomende soort is B. cinerea, een plantpathogeen dat grijze schimmel veroorzaakt op een zeer breed scala van gastheren, waaronder enkele veel voorkomende sierplanten, zoals geranium, begonia, roos, lelie, kornoelje, rododendron, dahlia, magnolia, camelia en op fruit en fruitproducten, zoals aardbei en druiven. Bij de productie van bepaalde zoete wijnen, kan deze edele rotting juist gewenst zijn. Ook sommige kamerplanten kunnen door deze schimmel worden geïnfecteerd, zoals cyclamen, kerstster, chrysant en gerbera.
Andere soorten Botrytis zijn  bijvoorbeeld B. peoniae op pioenrozen, B. squamosa op ui en B. tulipae op tulpen.

## Soorten
Volgens Index Fungorum telt het geslacht 76 soorten (peildatum april 2023):
| Soortnaam                           | Auteur(s)                                                                                   | Publicatiejaar |
| ----------------------------------- | ------------------------------------------------------------------------------------------- | -------------- |
| Botrytis aclada                     | Fresen.                                                                                     | 1850           |
| Botrytis allii                      | Munn                                                                                        | 1917           |
| Botrytis ampelophila                | Speg.                                                                                       | 1910           |
| Botrytis anacardii                  | Viégas                                                                                      | 1946           |
| Botrytis anthophila                 | Bondartsev                                                                                  | 1913           |
| Botrytis arachidis                  | (Hanzawa) Seifert & L.M. Kohn                                                               | 2014           |
| Botrytis argillacea                 | Cooke                                                                                       | 1875           |
| Botrytis arisaemae                  | Whetzel                                                                                     | 1945           |
| Botrytis artocarpi                  | Viégas                                                                                      | 1946           |
| Botrytis bifurcata                  | J.H. Mill., Giddens & A.A. Foster                                                           | 1958           |
| Botrytis bryi                       | Gonz. Frag.                                                                                 | 1927           |
| Botrytis californica                | S. Saito & C.L. Xiao                                                                        | 2016           |
| Botrytis capsularum                 | Bres. & Vestergr.                                                                           | 1902           |
| Botrytis caroliniana                | Xing P. Li & G. Schnabel                                                                    | 2012           |
| Botrytis carthami                   | Bai Q. Lin & Y.San Wu                                                                       | 1993           |
| Botrytis cercosporaecola            | Hara                                                                                        | 1930           |
| Botrytis cercosporicola             | Hara                                                                                        | 1929           |
| Botrytis cinerea                    | Pers.                                                                                       | 1801           |
| Botrytis cirsii-spinosissimi        | (Senn-Irlet) Baral                                                                          | 2020           |
| Botrytis citricola                  | Brizi                                                                                       | 1903           |
| Botrytis citrina                    | Berk.                                                                                       | 1838           |
| Botrytis convallariae               | (Kleb.) Ondřej ex Boerema & Hamers                                                          | 1988           |
| Botrytis croci                      | Cooke & Massee                                                                              | 1887           |
| Botrytis cryptomeriae               | Kitaj.                                                                                      | 1951           |
| Botrytis densa                      | Ditmar                                                                                      | 1817           |
| Botrytis deweyae                    | van Kan, R.B. Terhem & Grant-Downt.                                                         | 2014           |
| Botrytis diospyri                   | Brizi                                                                                       | 1901           |
| Botrytis elliptica                  | (Berk.) Cooke                                                                               | 1901           |
| Botrytis epigaea                    | Link                                                                                        | 1824           |
| Botrytis eucalypti                  | Q.L. Liu & S.F. Chen                                                                        | 2016           |
| Botrytis euroamericana              | M. Lorenzini, Zapparoli, A.R. Garfinkel & Chast.                                            | 2017           |
| Botrytis fabae                      | Sardiña                                                                                     | 1929           |
| Botrytis fabiopsis                  | J. Zhang, M.D. Wu & G.Q. Li                                                                 | 2010           |
| Botrytis fragariae                  | C. Plesken, M. Hahn & R.W.S. Weber                                                          | 2017           |
| Botrytis fritillariae-pallidiflorae | (Q.T. Chen & J.L. Li) Seifert & L.M. Kohn                                                   | 2014           |
| Botrytis galanthina                 | (Berk. & Broome) Sacc.                                                                      | 1886           |
| Botrytis gladioli                   | Kleb.                                                                                       | 1930           |
| Botrytis gossypina                  | Bres.                                                                                       | 1920           |
| Botrytis hyacinthi                  | Westerd. & J.F.H. Beyma                                                                     | 1928           |
| Botrytis isabellina                 | Preuss                                                                                      | 1852           |
| Botrytis lanea                      | (Bonord.) Sacc.                                                                             | 1886           |
| Botrytis latebricola                | Jaap                                                                                        | 1908           |
| Botrytis liliorum                   | Fujik.                                                                                      | 1914           |
| Botrytis limacidae                  | Lloyd                                                                                       | 1936           |
| Botrytis luteobrunnea               | Krzemien. & Badura                                                                          | 1954           |
| Botrytis lutescens                  | Sacc. & Roum.                                                                               | 1882           |
| Botrytis macadamiae                 | Prasannath, Akinsanmi & R.G. Shivas                                                         | 2021           |
| Botrytis mali                       | Heald                                                                                       | 1930           |
| Botrytis medusae                    | L.A. Harper, M.C. Derbyshire & F.J. Lopez-Ruiz                                              | 2021           |
| Botrytis monilioides                | Penz. & Sacc.                                                                               | 1902           |
| Botrytis necans                     | Massee                                                                                      | 1914           |
| Botrytis paeoniae                   | Oudem.                                                                                      | 1897           |
| Botrytis peronosporoides            | Sacc.                                                                                       | 1913           |
| Botrytis pistiae                    | Bacc.                                                                                       | 1908           |
| Botrytis platensis                  | Speg.                                                                                       | 1910           |
| Botrytis polyphyllae                | S. Zhong & G.Z. Zhang                                                                       | 2019           |
| Botrytis pruinosa                   | Höhn.                                                                                       | 1902           |
| Botrytis prunorum                   | E.E. Ferrada & Latorre                                                                      | 2015           |
| Botrytis pseudocinerea              | A.-S. Walker, A. Gautier, Confais, Martinho, M. Viaud, Le Pêcheur, J. Dupont & Eliz. Fourn. | 2011           |
| Botrytis pyramidalis                | (Bonord.) Sacc.                                                                             | 1886           |
| Botrytis pyriformis                 | J. Zhang & G.Q. Li                                                                          | 2016           |
| Botrytis rosea                      | Link                                                                                        | 1816           |
| Botrytis rubescens                  | Mańka & Gierczak                                                                            | 1963           |
| Botrytis rudiculoides               | Krzemien. & Badura                                                                          | 1954           |
| Botrytis sekimotoi                  | Hara                                                                                        | 1954           |
| Botrytis setuligera                 | Pidopl.                                                                                     | 1948           |
| Botrytis sinoallii                  | J. Zhang, G.Q. Li & W.Y. Zhuang                                                             | 2010           |
| Botrytis sinoviticola               | J. Zhang, Y.J. Zhou & G.Q. Li                                                               | 2014           |
| Botrytis sonchina                   | Xue Y. Wang, L.X. Zhang & Z.Y. Zhang                                                        | 1995           |
| Botrytis splendida                  | (Schwein.) Sacc.                                                                            | 1886           |
| Botrytis taxi                       | D.P. Zhou, Ping & Ying Wang bis                                                             | 2006           |
| Botrytis tracheiphila               | Sacc. & D. Sacc.                                                                            | 1906           |
| Botrytis trifolii                   | J.F.H. Beyma                                                                                | 1927           |
| Botrytis tulipae                    | (Lib.) Lind                                                                                 | 1913           |
| Botrytis viciae-hirsutae            | Xue Y. Wang, L.X. Zhang & Z.Y. Zhang                                                        | 1995           |
| Botrytis yuae                       | Munt.-Cvetk.                                                                                | 1954           |